# Бахвалово (Иркутская область)
Бахвалово — участок (населённый пункт) в Заларинском районе Иркутской области России. Входит в состав Хор-Тагнинского муниципального образования. Находится примерно в 71 км к юго-западу от районного центра.

## Население
| 2002 | 2010 | 2011 | 2012 |
| ---- | ---- | ---- | ---- |
| 5    | ↘1   | →1   | ↘0   |

Гендерный состав
По данным Всероссийской переписи, в 2010 году в населённом пункте проживал 1 мужчина.